# Eva Skalníková
Eva Skalníková (* 15. Januar 1985 in Nove Mesto) ist eine ehemalige tschechische Skilangläuferin.

## Werdegang
Skalníková nahm von 2002 bis 2012 an Wettbewerben der Fédération Internationale de Ski teil. Sie trat vorwiegend bei FIS-Rennen und beim Slavic Cup an. Dabei holte sie drei Siege und belegte in der Saison 2007/08 den dritten Platz und 2008/09 den zweiten Platz in der Gesamtwertung. Ihr erstes Weltcuprennen absolvierte sie im Januar 2002 in Nové Město, welches sie auf dem 42. Platz über 5 km Freistil beendete. Dies war auch ihre beste Platzierung bei einem Weltcupeinzelrennen. Im November 2007 erreichte sie in Beitostølen mit dem neunten Rang in der Staffel ihre einzige Top-Zehn-Platzierung im Weltcup. Bei den tschechischen Meisterschaften 2008 in Horní Mísečky gewann sie Gold über 10 km klassisch. Bei den nordischen Skiweltmeisterschaften 2009 in Liberec belegte sie den 49. Platz im 15-km-Verfolgungsrennen, den 45. Rang über 10 km klassisch und den 12. Platz mit der Staffel. 2009 und 2010 holte sie Bronze im Sprint bei den tschechischen Meisterschaften. Bei den Olympischen Winterspielen 2010 in Vancouver kam sie auf den 47. Platz im 30-km-Massenstartrennen und den 12. Platz mit der Staffel.